# Sunători, Suceava
Sunători este un sat în comuna Dorna-Arini din județul Suceava, Moldova, România. În trecut era cunoscut și sub denumirea de Sunătorul.
 Acest articol despre o localitate din județul Suceava este deocamdată un ciot. Puteți ajuta Wikipedia prin completarea lui.